# Horcher (Berlín)

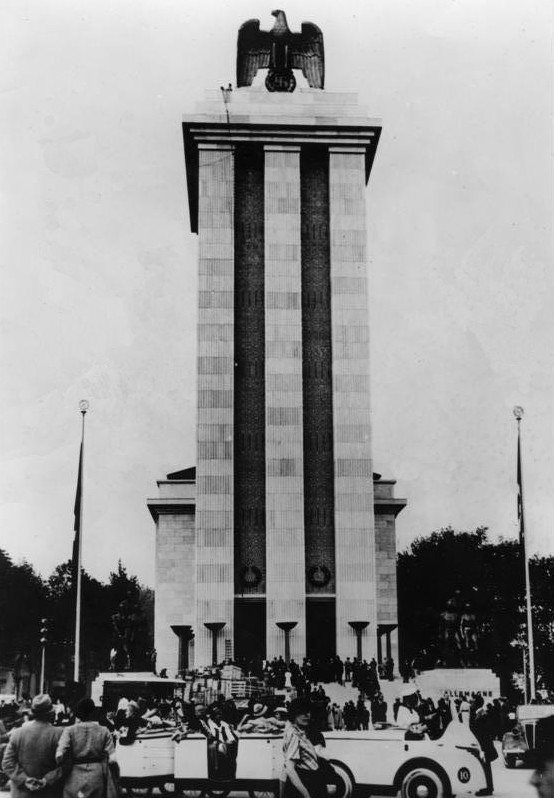
El Pabellón alemán durante la exposición Internacional de París de 1937, en el que puede verse el Dachterrassenrestaurant de Otto Horcher.

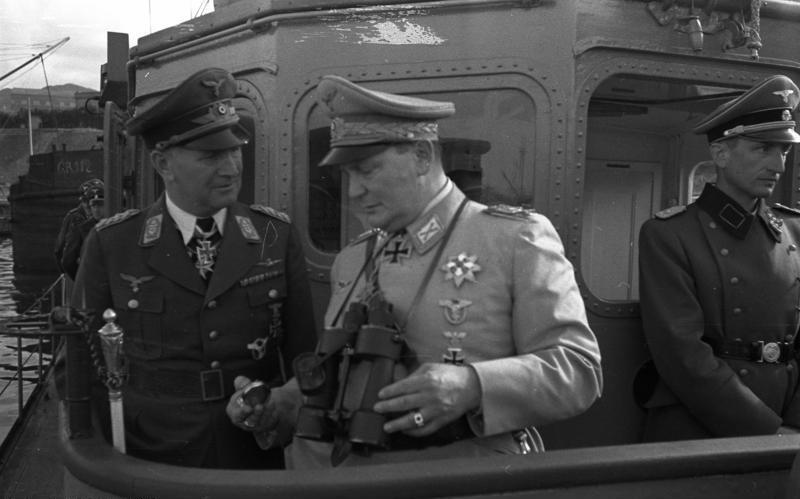
Hermann Göring y Bruno Loerzer en 1942

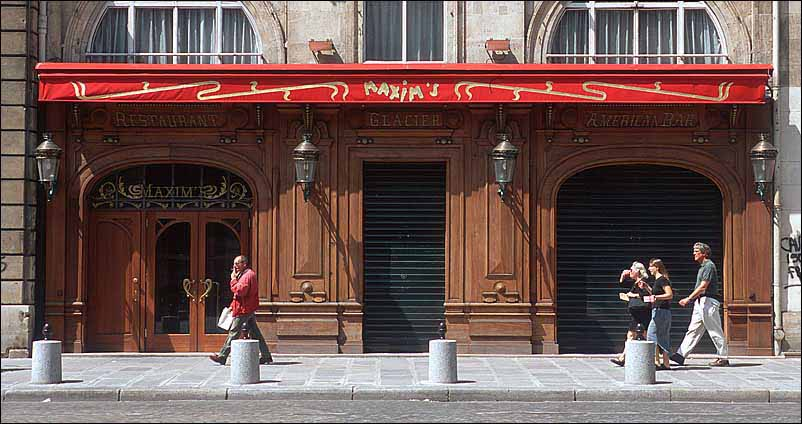
El célébre restaurante Maxim's, en París, fue una de las adquisiciones de Horcher tras la caída de Francia.

El Restaurante Horcher en Berlín fue entre los años 1904 y 1944 uno de los restaurantes alemanes más conocidos de la capital alemana, ubicado en la Lutherstraße 21 (hoy Martin-Luther-Straße 21). Fue destruido por los bombardeos aliados de la ciudad y la familia Otto Horcher en 1943 se trasladó a Madrid, e instaló allí su sucursal: Horcher la única que existe en la actualidad.

## Historia
El Restaurante, pasó por diversas épocas, la primera lanzada por Gustav Horcher correspondía a un local de aspecto íntimo. Poco a poco desde los años veinte su hijo Otto Horcher tomo las riendas del negocio y fue ligándose su destino al de la Alemania nazi. 

### Inicios
El restaurante se inauguró a comienzos de 1904 por el empresario procedente de la industria del vino de Baden denominado Gustav Horcher (1873–1931). Gustav decide abrir su restaurante en la Lutherstraße 21 (en la actualidad Martin-Luther-Straße 21). Se trataba de un restaurante que gestionaba Gustav con su esposa, se trataba de un local de pequeño tamaño y de ambiente íntimo. Ella solía cocinar, y mientras, él hacía de camarero atendiendo a las nueve mesas. Una de sus características era la de no existir menú. Tras la muerte de Gustav su hijo Otto Horcher se hizo con las riendas del negocio y cambió el estilo del servicio. Se especializó en los platos de carne de caza. Una de las especialidades del restaurante eran los Medaillons Horcher y el Faisan de presse (prensa de Faisán). Durante estos años el cocinero jefe del Horcher era Domenico Poncini. En los años veinte numerosas personalidades alemanas y austriacas hicieron su aparición en las mesas del restaurante, de esta forma eran clientes habituales: Fritzi Massary, Richard Tauber, Franz Werfel.

### Periodo Nazi
La era de Otto Horcher se inició en la década de los años treinta con una filiación al nacionalsocialismo alemán, algo que le proporcionó buenos contactos en la jerarquía nazi. De esta forma se produjo el agasajo de Albert Speer debido al servicio de cáterin ofrecido durante la Exposición Internacional de París de 1937 en el pabellón alemán. Speer fue igualmente un cliente habitual en el restaurante berlinés. En esta época se contaba en el Horcher pronto a  Hermann Göring así como otros oficiales de la Luftwaffe. Ejemplos eran: Ernst Udet y Bruno Loerzer. A raíz del "Anschluss“ Österreichs y de la llegada de la Deutsches Reich (1933 -1945) en el año 1938 abre Otto Horcher el Restaurante Die drei Husaren en Viena (1. Bezirk, Weihburggasse). Tras la ocupación alemana de Francia, Horcher ayudado por los contactos nazis se encarga del restaurante parisino Maxim's. En 1942 el restaurante es demolido a causa de los bombardeos de la ciudad y finalmente en el año 1943, utilizando igualmente sus contactos, Otto inaugura en la ciudad de Madrid, una sucursal que denomina Horcher, siendo la única que existe en la actualidad.